# Cteniza ferghanensis
Cteniza ferghanensis là một loài nhện trong họ Ctenizidae.
Loài này thuộc chi Cteniza. Cteniza ferghanensis được miêu tả năm 1875 bởi Kroneberg.